# Kuroishi
Kuroishi (黒石市, Kuroishi-shi?) è una città giapponese della prefettura di Aomori.